# Lagonglong
Lagonglong (Bayan ng Lagonglong) är en kommun i Filippinerna. Kommunen ligger på ön Mindanao, och tillhör provinsen Misamis Oriental. Folkmängden uppgår till 16 882 invånare.
Lagonglong är indelat i 10 barangayer.